# Erik Boheman
Erik Carlsson Boheman, född 19 januari 1895 i Hedvig Eleonora församling i Stockholm, död 18 september 1979 i Gränna församling i Jönköpings län, var en svensk diplomat och politiker (folkpartist).

## Biografi
Erik Boheman studerade i Stockholm där han blev juris kandidat 1918. Samma år anställdes han som attaché vid de svenska beskickningarna i Paris och året därpå London. År 1921 fick han fast tjänst vid Utrikesdepartementet, från 1928 till 1931 var han utrikesråd och chef för dess politiska avdelning. Under början av 1930-talet var han därefter envoyé i Istanbul, Sofia, Aten, Warszawa och Bukarest. 1938 blev han kabinettssekreterare och innehade tjänsten under andra världskriget till 1945. Under krigets slutskede var han samtidigt svensk envoyé i Paris, och biträdande kabinettssekreteraren Vilhelm Assarsson fick periodvis agera tillförordnad kabinettssekreterare. Han var ambassadör i först London 1947–1948, och sedan i Washington 1948–1958. Därefter blev han folkpartistisk riksdagsledamot (första kammaren) 1959–1970 för Göteborgs stads valkrets, och han var talman i första kammaren 1965–1970.
Vid sidan av de politiska uppdragen var Boheman även styrelseledamot i SAAB från 1958, Stockholms Enskilda Bank och vid flera företag inom tung industri.
Han var hedersdoktor vid Gustavus Adolphus College, Saint Peter och Augustana College, Tufts College och vid Uppsala universitet samt serafimerriddare.

### Privatliv
Boheman var son till kanslisekreteraren Carl Boheman och Ellen Abramson samt bror till Maud Boheman (1888–1957) som var gift med bokhandlare Gunnar Josephson. Erik Bohemans farfar var entomologen Carl Henrik Boheman.
Erik Boheman var gift första gången 1919–1927 med grevinnan Gunilla Wachtmeister, som var dotter till universitetskansler greve Fredrik Wachtmeister och friherrinnan Louise af Ugglas, och andra gången 1932 med Margaret Mattsson (1904–2006), dotter till grosshandlare Allan Mattsson och Karin Danielsson. Boheman var mormors far till skådespelaren Richard Ulfsäter.
Erik Boheman är begravd på Gränna kyrkogård.

## Utmärkelser

### Svenska utmärkelser
- Riddare och kommendör av Kungl. Maj:ts orden (Serafimerorden), 6 juni 1968.
- Kommendör med stora korset av Nordstjärneorden, 6 juni 1941.[2]
- Kommendör av första klassen av Nordstjärneorden, 15 november 1934.[3]
- Riddare av Nordstjärneorden, 1928.[4]
- Kommendör med stora korset av Vasaorden, 30 juni 1958.[5]

### Utländska utmärkelser
- Kommendör av Belgiska Kronorden, senast 1931.[6]
- Kommendör av första klass av Brittiska Imperieorden, senast 1950.[7]
- Storkorset av Bulgariska Civilförtjänstorden, senast 1940.[8]
- Riddare av Bulgariska Civilförtjänstorden, senast 1925.[9]
- Storofficer av Chilenska förtjänsttecknet, senast 1942.[10]
- Storkorset av Danska Dannebrogorden, senast 1945.[11]
- Storkorset av Finlands Vita Ros’ orden, senast 1940.[8]
- Storofficer av Franska Hederslegionen, senast 1947.[12]
- Storkorset av Grekiska Georg I:s orden, senast 1947.[12]
- Storkorset av Grekiska Fenixorden, senast 1940.[8]
- Storkorset av Italienska kronorden, senast 1942.[10]
- Storofficer av Lettiska Tre stjärnors orden, senast 1931.[6]
- Storofficer av Litauiska Storfurst Gediminas orden, senast 1965[13]
- Storkorset av Mexikanska Aztekiska Örnorden, senast 1945.[11]
- Storkorset av Nederländska Oranien-Nassauorden, senast 1947.[12]
- Officer av Nederländska Oranien-Nassauorden, senast 1925.[9]
- Storkorset av Polska Polonia Restituta, senast 1940.[8]
- Storkorset av Rumänska kronorden, senast 1940.[8]
- Kommendör av första klassen av Spanska Civilförtjänstorden, senast 1931.[6]
- Storofficer av Ungerska republikens förtjänstorden, senast 1965.[13]
- Andra klassen med kraschan av Ungerska förtjänstkorset, senast 1931.[6]

## I populärkulturen
I tv-filmen från 1988, Fyra dagar som skakade Sverige, gestaltas han av skådespelaren Lars-Erik Berenett.